# Manuel Eduardo de Gorostiza

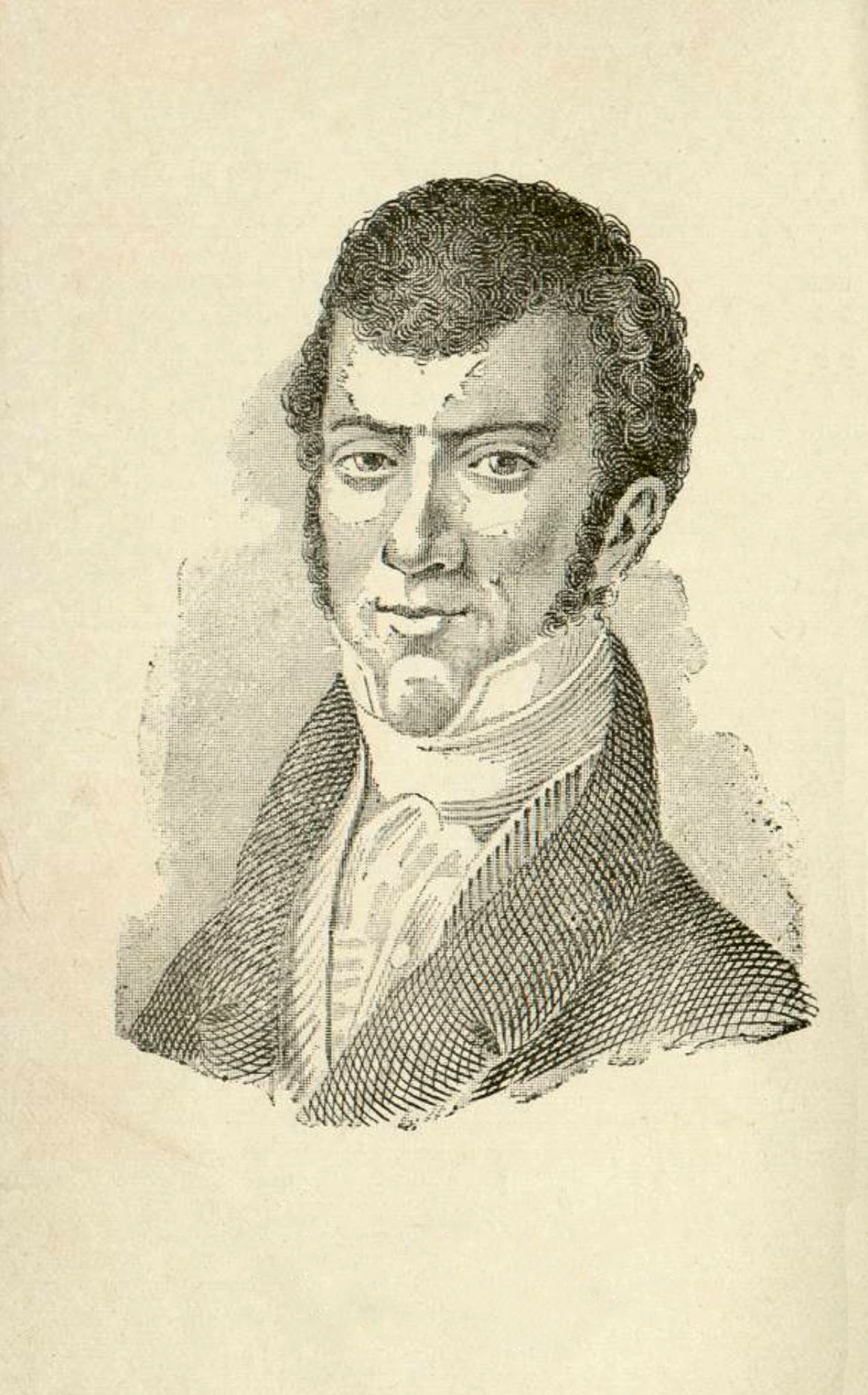
Manuel Eduardo de Gorostiza

Manuel María del Pilar Eduardo de Gorostiza y Cepeda (* 13. Oktober 1789 in Veracruz, (Mexiko); † 23. Oktober 1851 in Tacubaya, heute Mexiko-Stadt) war ein spanisch-mexikanischer Lustspieldichter und Diplomat.
Sein Vater Pedro Fernández de Gorostiza war spanischer Gouverneur von Veracruz.
Gorostiza erwarb sich zuerst durch seine Lustspiele Indulgencia para todos (Madrid 1813), Las costumbres de antaño (Madrid 1819) und Don Dieguito (Madrid 1820), welche 1815 in Madrid mit großem Beifall aufgeführt wurden, einen Namen.
Als Anhänger des Pronunciamiento von 1820 für die Verfassung von Cádiz von 1812 musste er gleich vielen anderen seiner Landsleute nach der französischen Invasion in Spanien und der damit verfolgten Restauration von 1823 nach England flüchten, von wo aus er mit großem Eifer für die Anerkennung der Unabhängigkeit Mexikos seitens der europäischen Höfe wirkte.
Manuel Eduardo de Gorostiza war der erste Gesandte Mexikos in den Niederlanden, Dänemark und Belgien.
In seiner Amtszeit in den Niederlanden schlossen am 15. Juni 1827 die Regierungen der Niederlande und Mexikos den ersten Freundschafts-Handels und Seerechtsvertrag.
Bald darauf wurde er mexikanischer Botschafter in London, später in Paris, wo er den Handels- und Allianzvertrag mit der französischen Regierung abschloss. In diese Zeit fällt die Abfassung seines berühmtesten Lustspiels: Contigo pan y cebolla (1833), 1833 (Imprenta de Repullés), welchem Eugène Scribe die Idee zu seinem Vaudeville Une chaumière et son coeur entnommen hat. In sein Vaterland zurückgekehrt, wurde G. Staatsrat und Direktor des Theaters zu Mexiko-Stadt. Eine Auswahl seiner dramatischen Schriften erschien in 2 Bänden (Brüssel 1825) und im Teatro moderno espanol (Madrid 1836–1838, 4 Bde.).
Ziel seiner Mission in Washington war eine friedliche Vereinbarung für den Konflikt um Texas zu finden.

## Weitere Werke
- Comedias. Madrid 1818–1820.
- Las costumbres de antaño. Madrid 1819.
- Virtud y patriotismo o el primero de enero de 1820, Madrid, 1821.
- Una noche de alarma en Madrid, Madrid, 1821.
- Teatro original, Paris: en casa de Rosa, librero, gran patio del Palacio Real, 1822.
- Apéndice al teatro escogido de Manuel Eduardo de Gorostiza, Paris: en casa de Rosa y Cia, libreros, 1823
- Teatro escogido, Bruselas: en casa de Tarlier, 1825
- Contigo pan y cebolla. Valencia: Albatros Hispanofila, 1992. ISBN 84-7274-191-5
- El desconfiado, Madrid, 1837.
- Teatro, México, 1852.
- Oeuvres dramatiques de Gorostiza. Trad. de l'espagnol par Marie Aycard. Paris: Brissot-Thivars 1822. Wildberg: Belser Wiss. Dienst, 1989–1990 Mikrofiche-Ausgabe ISBN 3-628-63400-8.

| Vorgänger                           | Amt                                                                                         | Nachfolger                          |
| ----------------------------------- | ------------------------------------------------------------------------------------------- | ----------------------------------- |
| —                                   | mexikanischer Botschafter in Den Haag 12. Februar 1826 bis 4. Juni 1829.                    | Sebastián Mercado                   |
| —                                   | Geschäftsträger an der mexikanischen Botschaft in Kopenhagen 1. März 1826 bis 5. Juni 1829. | Sebastián Mercado                   |
| —                                   | Geschäftsträger an der mexikanischen Botschaft in Brüssel 1. März 1826 bis 5. Juni 1829     | Sebastián Mercado                   |
| Vicente Rocafuerte                  | mexikanischer Botschafter in London 4. Juni 1829 bis 14. Mai 1833                           | José Máximo Garro                   |
| Joaquín María del Castillo y Lanzas | mexikanischer Botschafter in Washington 24. März 1836 bis 5. November 1836                  | Joaquín María del Castillo y Lanzas |